# Castellanza
Castellanza est une commune de la province de Varèse à la limite de la province de Milan dans la région de la Lombardie, en Italie.

## Toponyme
Le nom signifie la maison du château et plus tard devint aussi le terme pour la division administrative de la municipalité.

## Monuments
Dans la ville, il y a plusieurs édifices : 
- le musée d'art moderne « Enzo Pagani », qui compte 650 œuvres d'art - À cause d'un manque de financement public, la famille Pagani n'a pu continuer à faire face aux frais de gestion et le musée est fermé depuis 2013,
- l'université Carlo-Cattaneo (LIUC), qui est née sur les restes des anciens édifices industriels de la ville,
- le palace Brambilla-Carminati, édifice de 1789, où se trouve la mairie.
- L'église de San Giulio

## Personnalités
- Marco Simone, (1969-) footballeur international et entraîneur

## Écoles
On peut trouver différentes écoles : 
- deux écoles primaires publiques, l'école « Edmondo De Amicis » et l'école « Alessandro Manzoni »
- deux autres écoles primaires privées, l'école salésienne des Filles de Marie Auxiliatrice et l'école « Maria Montessori »
- un collège public, l'école secondaire du 1er degré « Leonardo da Vinci » (Leonard de Vinci)
- un lycée des langues privé, le lycée « Enrico Fermi »

## Événement commémoratif
Le 2e dimanche de février il y a la fête du Saint patron.

## Administration
- 1972 - 1989 : Giulio Moroni (Democrazia Cristiana)
- 1990 - 1994 : Luigi Roveda (Democrazia Cristiana)
- 1995 - 13 juin 2004 : Livio Frigoli (Democratici per Castellanza)
- 14 juin 2004 - 8 janvier 2006 : Maria Grazia Ponti (Città Viva)
- 9 janvier 2006 - 29 mai 2006 : Giuliana Longhi (commissario prefettizio)
- 30 mai 2006 - … : Fabrizio Farisoglio (Farisoglio Sindaco)

### Hameaux
Castegnate, Case Santo Stefano, Parco Museo Pagani, Villa Rossi

### Communes limitrophes
| Olgiate Olona | Marnate     | Rescaldina |
|               | Castellanza |            |
| Busto Arsizio |             | Legnano    |